# Gephyromantis striatus
A Gephyromantis striatus   a kétéltűek (Amphibia) osztályába és  a békák (Anura) rendjébe aranybékafélék (Mantellidae) családjába tartozó faj. 

## Előfordulása
Madagaszkár endemikus faja. A sziget északkeleti részén, a Marojejy-hegytől a Masoala-félszigetig, 400–800 m-es tengerszint feletti magasságban, érintetlen esőerdőkben honos.

## Megjelenése
Kis méretű  Gephyromantis faj. a hímek testhossza 22–24 mm, a nőstényeké 24–27 mm. Háta enyhén szemcsézett, feje kevésvé széles, mint a Laurentomantis alfaj többi tagjáé. Hasi oldala szürke. Gerincének hátsó felén sárga csík húzódik.

## Természetvédelmi helyzete
A vörös lista a mérsékelten fenyegetett fajok között tartja nyilván. Két védett területen is megtalálható:  a Marojejy Nemzeti Parkban és a Masoala Nemzeti Parkban. Fő veszélyt élőhelyének elvesztése jelenti számára a mezőgazdaság, a fakitermelés, a szénégetés, a legeltetés, az inváziv eukaliptuszfajok terjedése és a lakott települések terjeszkedése következtében. 